# الإضراب العام في الهند 2020

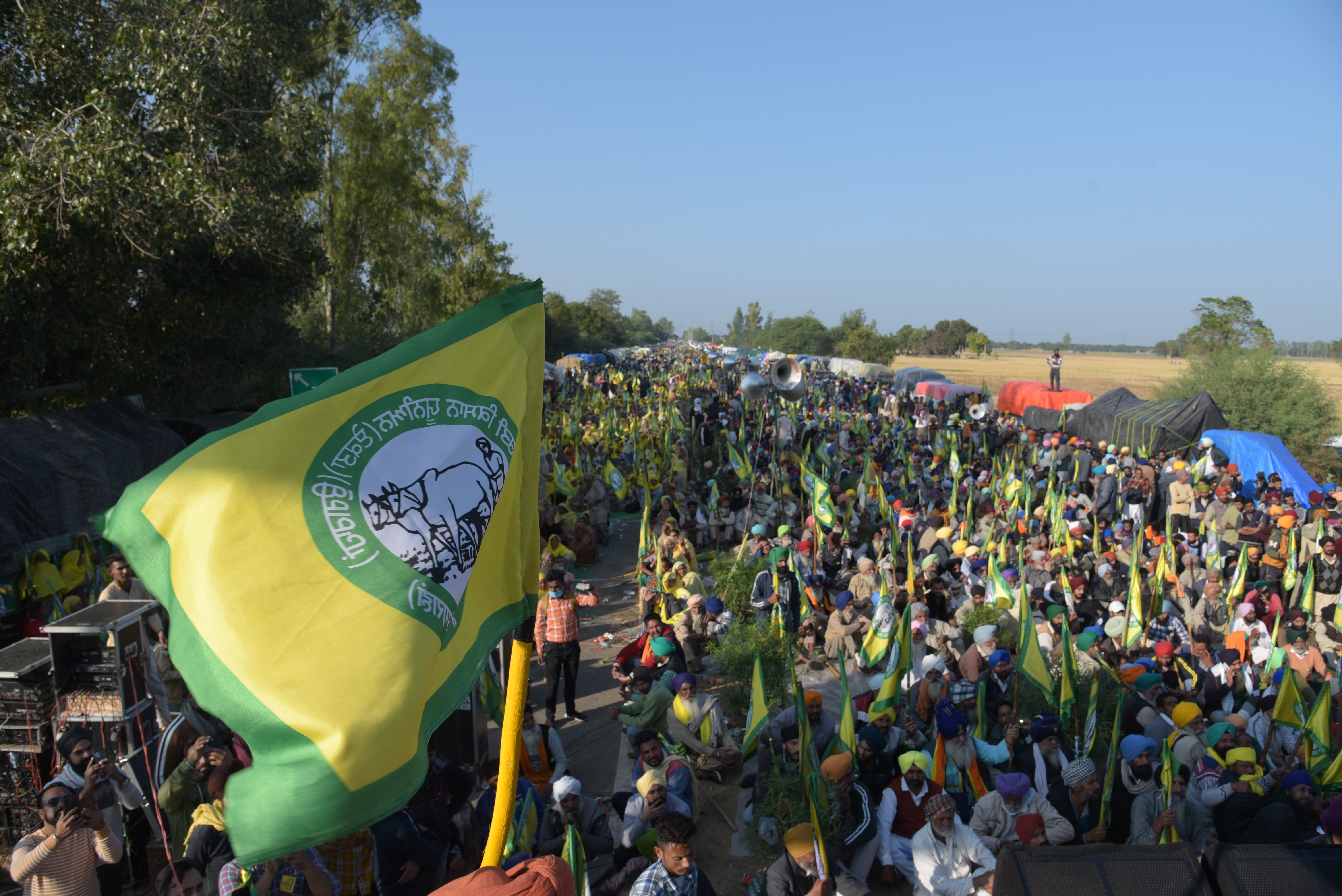

الإضراب العام في الهند في 26 نوفمبر 2020م نُظم إضراب عام جماهيري في جميع أنحاء الهند. نظم الإضراب 10 نقابات عمالية في جميع أنحاء البلاد وبدعم من المؤتمر الوطني الهندي والحزب الشيوعي الهندي وأحزاب يسارية أخرى. تقدر النقابات العمالية أن 250 مليون شاركوا في الإضراب، والتي تقول مجلة جاكوبين إنها ستسجله الأكبر في التاريخ. أعقب الإضراب مسيرة للمزارعين إلى نيودلهي، والتي وصلت هناك في 30 نوفمبر مع عشرات الآلاف من المزارعين حول دلهي، وزاد عددهم إلى مئات الآلاف بحلول 3 ديسمبر.

## مطالب المضربين
قدمت النقابات العمالية قائمة بسبعة مطالب:
- تحويل نقدي مباشر بقيمة 7.500 روبية (101 دولار أمريكي) شهريًا لجميع العائلات التي تكسب أقل من حد ضريبة الدخل.
- 10 كجم حصة صافية من الحبوب للفرد عن كل شهر لجميع المحتاجين.
- توسيع قانون المهاتما غاندي الوطني لضمان العمالة الريفية لتوفير فرص عمل من 100 يوم حالي إلى 200 يوم عمل في المناطق الريفية بأجور محسّنة، وتوسيع هذا البرنامج ليشمل المناطق الحضرية.
- سحب جميع التغييرات المناهضة لقانون العمل العمالي وتحرير الإصلاحات الزراعية التي ينظر إليها المحتجون على أنها قوانين معادية للمزارعين.
- وقف خصخصة شركات القطاع العام بما في ذلك القطاع المالي. وقف تحويل كيانات التصنيع والخدمات التي تديرها الحكومة إلى شركات في السكك الحديدية وتصنيع الذخائر والموانئ والمناطق المماثلة.
- سحب تعميم التقاعد المبكر القسري لموظفي الحكومة والقطاع العام.
- توفير معاش تقاعدي للجميع، واستعادة نظام المعاشات السابقة.

## احتجاجات نيودلهي
بدأ الإضراب العام الذي استمر 24 ساعة في جميع أنحاء الهند. تم إغلاق خمس ولايات: كيرالا وبودوتشيري وأوديشا وآسام وتيلانجانا بشكل تام. أبلغ جهارخاند وتشهاتيسجاره عن إضراب بنسبة 100٪. أبلغت ولاية تاميل نادو عن إغلاق 13 منطقة من أصل 38 منطقة، مع استمرار الإضرابات الصناعية في المقاطعات المتبقية. في البنجاب وهاريانا لم تغادر حافلات النقل الحكومية مستودعاتها. شهد الإضراب توقف العمل في البنوك والخدمات المالية والخدمات الحكومية المختلفة والنقل ووحدات الصلب والموانئ والأرصفة وخدمات الاتصالات والمزارع ووحدات توليد الطاقة والفحم والمناجم الأخرى ووحدات إنتاج النفط والغاز الطبيعي وملايين الأماكن الأخرى.
تبع الإضراب مسيرة احتجاجية للمزارعين الهنود في الفترة 2020-2021 إلى العاصمة الهندية نيودلهي. في 30 نوفمبر «عشرات الآلاف من المزارعين وأنصارهم... كانوا يتظاهرون عند عدة تقاطعات طرق». بحلول 3 ديسمبر قدرت بي بي سي نيوز عدد المزارعين الذين يسدون نيودلهي بمئات الآلاف.

## دور وسائل التواصل الاجتماعي
انتشرت على وسائل التواصل الاجتماعي «صورة لشرطي شبه عسكري وهو يلوح بهراوته على رجل سيخي مسن»، تم تحديده لاحقًا على أنه سوخديف سينغ، والتي التقطها رافي تشودري من وكالة برس ترست الهندية. استخدم السياسيون المعارضون لحزب بهاراتيا جاناتا الحاكم الصورة لانتقاد عنف الشرطة، بينما ادعى أعضاء حزب بهاراتيا جاناتا أن المزارع السيخي لم يصب بأي أذى. قال شودري إن الرجل أصيب برصاص الشرطي. أجرى موقع بوم لايف على شبكة الإنترنت للتحقق من الحقائق مقابلة مع سينغ، الذي ذكر أنه أصيب على يد شرطيين، وأصيب بجروح في «عضلات الساعد والظهر والساق». كما ساعدت وسائل التواصل الاجتماعي في بدء احتجاج تضامن السيخ في لندن عاصمة المملكة المتحدة في 6 ديسمبر 2020.